# 山崎隆
山崎 隆（やまざき たかし、1916年1月2日 - 2004年3月31日）は、昭和戦中戦後に活躍した前衛の日本画家である。

## 経歴
1916年1月2日京都市に生まれる。1933年京都市立絵画専門学校（絵専、現・京都市立芸術大学）に入学、梥本一洋に師事した。在学中に革新的な若手日本画家たちによって結成された新日本画研究会に参加。1936年同校卒業後、研究科に進学。翌1937年日華事変に応召するが、翌年中国北部で負傷し召集解除。
1938年歴程美術協会第1回試作展に《象》を出品。同展に出品された山岡良文《シュパンヌンク》と並び、それまでの日本画にまったく見られない「純粋抽象」表現として記録される。翌年同協会の会員となり、1942年第8回展まで出品を続けた。
1941年絵専研究科を卒業。1942年太平洋戦争に応召し、戦後1946年に復員。
絵専の後輩である三上誠と歴程美術協会の再建を期し、1948年三上、星野真吾、不動茂弥、八木一夫らとともにパンリアルを、翌1949年日本画家だけでパンリアル美術協会を結成した。同協会では樹幹、亀甲、岩山などのモティーフを通して東洋の神秘思想を掬う作品を発表、また歴程時代に修得した、ホルマリンを用いてより自由に日本画材を扱う手法をパンリアルの仲間に伝えるなど、戦前における前衛的日本画との橋渡し的役割も果たした。
1958年まで同協会に所属し、その後は無所属で制作を続けた。2004年3月31日肺がんのため京都市の病院で死去。